# ミスター空中
ミスター空中（ミスターそらなか、1944年 - 1992年6月18日）は、日本のプロレスのレフェリー、元プロレスラー。本名：空中 正三（そらなか まさみ）。

## 経歴
カール・ゴッチの娘婿で、ゴッチ道場とマレンコ道場の両方でコーチをしながら、レフェリー「ミスター空中」として活動する。また1978年に、新日本プロレスのリングにもレフェリーとして登場した。
UWFではプロレスラー「空中正三」として活動していた。他にSWS・藤原組などにも参戦してレフェリーとしても活躍する。
1992年6月18日、脳腫瘍のため死去した。49歳没。